# Margetshöchheim
Margetshöchheim è un comune tedesco di 3 204 abitanti, situato nel land della Baviera.